# Consorcio RBC Matrix
Consorcio RBC Matrix fue un consorcio empresarial peruano formado en el mes de noviembre de 2015 entre Red Bicolor de Comunicaciones S.A.A. (propietaria de RBC Televisión) y Matrix Corporation S.A.C. (de Luis Alfonso Morey Estremadoyro) para administrar el Canal 11 de la banda VHF de Lima, su señal HD disponible en la TDT de esa ciudad, así como también la emisora musical RBC Radio.

## Instalaciones
Las sedes del consorcio estaban ubicadas en la Avenida Manco Capac 333 La Victoria y en Calle Los Robles 297 San Isidro, ambas en la ciudad de Lima, Perú.

## Fin del Consorcio
El 31 de octubre de 2016, Matrix Corporation cierra todo acuerdo con RBC Televisión.